# Parafia św. Jakuba Apostoła w Opatowcu
Parafia Świętego Jakuba Apostoła – parafia rzymskokatolicka w Opatowcu. Erygowana przed 1283. Należy do dekanatu nowokorczyńskiego diecezji kieleckiej.